# Andrés Chabrillón
Andrés Chabrillón (Paraná, Entre Ríos, 20 de septiembre de 1887-Buenos Aires, Argentina, 7 de octubre de 1968) fue un poeta, escritor, abogado, juez, conferencista y profesor de literatura argentino. 
Viajó por Europa y América. En 1911 publicó su primer libro de poemas, titulado A la luz de una sombra, de singular trascendencia por su contenido poético y su originalidad. Su sentido creador, sin desmedro de los valores estéticos, suscitó la adhesión calurosa de poetas y escritores jóvenes, especialmente en Chile y Centroamérica.
Es considerado uno de los adelantados del Creacionismo que se encendió en Huidobro y Reverdy. «Manejó lo histórico, lo concreto, lo pintoresco, lo objetivo, lo artificial, y a veces asimiló algunos elementos del simbolismo, del Parnaso y del decadentismo (componentes básicos de su fórmula revolucionaria). Como lo haría Mastronardi en el movimiento siguiente, Chabrillón pondría una punta de lanza bien entrerriana entre la "Kermesse" modernista porteña» (Ruiz, 1955:35). 
Perteneció al grupo de bohemios que solían reunirse en el histórico Café de los Inmortales de Buenos Aires.
Evaristo Carriego, Ghiraldo, Álvaro Melián Lafinur, Enrique Banchs, Juan Pedro Calou, Roberto F. Giusti, Alfredo Bianchi, Juan Pablo Echagüe, Hugo de Achával, Natalio Botana, Alberto Gerchunoff, Charles de Soussens, Roberto Payró, Luis Doello Jurado, Edmundo Montagne, Bernardo González Arrili, Guillermo Saraví, Domingo Robatto, Héctor Pedro Blomberg, Federico Carlando, Juan Francisco Palerino, Fernán Félix de Amador y Emilio Lascano Tegui, eran algunos de los poetas y escritores que solían tratar con Chabrillón. 
Fue Medalla de Oro en el Colegio Nacional de Paraná en 1906.
Se graduó de Abogado en 1913 en la Facultad de Derecho de la Universidad de Buenos Aires.
Fue abogado y magistrado. Ejerció su profesión de abogado y juez en las provincias de Entre Ríos y Misiones. Ha sido defensor de Pobres y Menores en Victoria (Entre Ríos) entre 1917 y 1918; Juez de Primera Instancia en lo Civil y Comercial en Concordia (1918-1919); abogado del Banco de la Nación Argentina en Posadas (1915-1917) y de la sucursal Concordia (1922-1947); abogado del Ferrocarril Nordeste Argentino (también en Posadas, Misiones, entre 1915 y 1917); asesor letrado de los Ferrocarriles de Entre Ríos y Nordeste Argentino en Concordia (1919-1948); y abogado y apoderado de The Jewish Colonization Association (Concordia), hasta la misma fecha.
Catedrático de Literatura Española, Americana y Argentina en el Colegio Nacional y en la Escuela Nacional de Comercio de Concordia, Entre Ríos. También fue profesor de Instrucción Cívica en los mismos colegios, entre los años 1937 y 1956.
Se destacó como Presidente del Rotary Club de Concordia, Entre Ríos.
Fue el primer Presidente de la Comisión Municipal de Cultura de Concordia, primera ciudad de la provincia que contó con una Comisión Municipal de Cultura en 1941. Su objetivo era “El fomento de la cultura intelectual y artística de la ciudad”. 
Chabrillón decía, además: “instruir es enriquecer la inteligencia”.
Fue también Presidente de la Biblioteca Popular Olegario V. Andrade, en la misma ciudad.
En 1918 se radicó en Concordia, Entre Ríos, donde vivió hasta 1962, año en que se mudó a Buenos Aires, donde transcurrió los últimos años de su vida hasta su muerte acaecida en 1968.

## Su estilo poético
Según Julio C. Pedrazzoli, uno de los intelectuales entrerrianos que más abordó la obra de Chabrillón, establece que su poesía «se da con una suma de elementos idiomáticos y poéticos todos de buena ley. Dentro del panorama provincial y nacional, es nuevo por los motivos de su canta y por la forma de expresión. Canta impulsado por el imperativo de su naturaleza lírica» (Pedrazzoli, 1979:197).
El poeta crea fuera del mundo que existe el que debiera existir. Esa formulación imposible de Vicente Huidobro, poeta chileno que influye sobre su poesía, también campea en muchos de los versos de Chabrillón, cuyo vanguardismo consistió, además, en reaccionar contra la métrica modernista y reinventar la metáfora, que en su caso, tiene ascendencia francesa.

## Libros publicados
- A la luz de una sombra, Herculano, 1911.
- Oro pálido, Edit. Virtus, Buenos Aires, Argentina, 1919.
- Desnudez, Manuel Gleizer Editor, Argentina, 1931.
- Si pensara la rosa, Editorial Nueva Impresora, Argentina, 1954.
- La cigarra, Editorial Nueva Impresora, Argentina, 1955.
- Tres lágrimas de topacio,[Tall gráf. Dulau], Argentina, 1963.
- Al poeta Julio Garet Mas,[s.n.], Argentina, 1964.
- Por mitades con la muerte, Editorial de Entre Ríos, Subsecretaría de Cultura, Entre Ríos, Argentina, 1995.